# Seebad Ahlbeck (stacja kolejowa)
Seebad Ahlbeck – stacja kolejowa na linii UBB w Seebad Ahlbeck, dzielnica gminy Heringsdorf, w Meklemburgii-Pomorzu Przednim w Niemczech. Linia zarządzana jest przez Usedomer Bäderbahn.

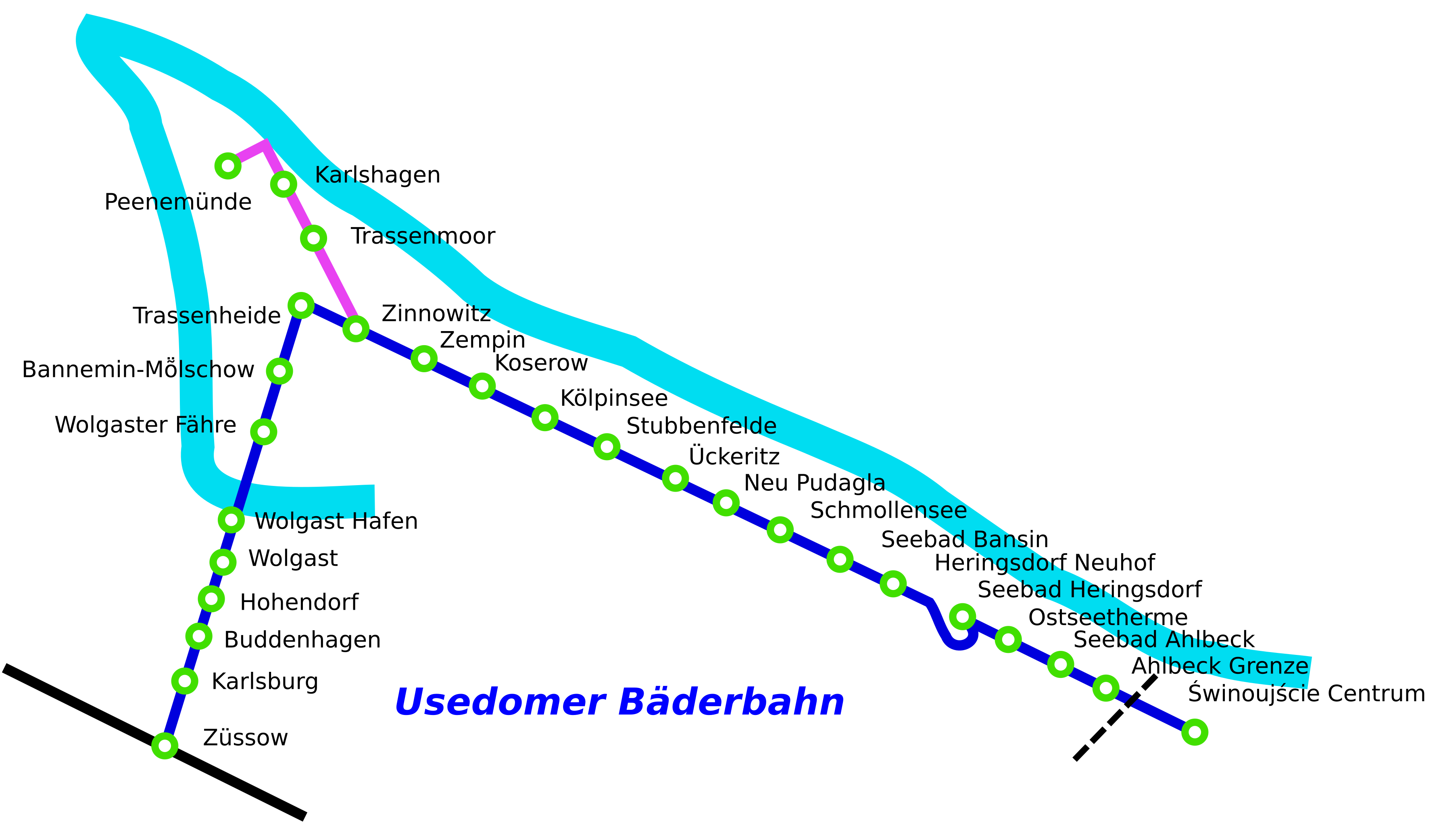
Kolej UBB na wyspie Uznam